# Lois Stuflick
Lois Anne Stuflick, coniugata Johnson (Kanawha, 10 aprile 1950), è un'ex cestista statunitense.

## Carriera
Con gli Stati Uniti ha disputato i Giochi panamericani di Cali 1971.